# Cerovo, Ražanj
Cerovo (izvirno srbsko Церово) je naselje v Srbiji, ki upravno spada pod Občino Ražanj; slednja pa je del Niškega upravnega okraja.

## Demografija
V naselju, katerega izvirno (srbsko-cirilično) ime je Церово, živi 62 polnoletnih prebivalcev, pri čemer je njihova povprečna starost 59,6 let (59,8 pri moških in 59,4 pri ženskah). Naselje ima 30 gospodinjstev, pri čemer je povprečno število članov na gospodinjstvo 2,20.
To naselje je, glede na rezultate popisa iz leta 2002, večinoma srbsko.
|  |

| Demografija | Demografija     | Demografija     |
| Leto        | Št. prebivalcev | Št. prebivalcev |
| ----------- | --------------- | --------------- |
|             |                 |                 |
|             |                 |                 |
|             |                 |                 |
|             |                 |                 |
| 1948        | 210             |                 |
| 1953        | 191             |                 |
| 1961        | 165             |                 |
| 1971        | 157             |                 |
| 1981        | 119             |                 |
| 1991        | 91              | 88              |
| 2002        | 68              | 66              |
|             |                 |                 |

| Etnična sestava po popisu iz leta 2002 | Etnična sestava po popisu iz leta 2002 | Etnična sestava po popisu iz leta 2002 | Etnična sestava po popisu iz leta 2002 | Etnična sestava po popisu iz leta 2002 |
| -------------------------------------- | -------------------------------------- | -------------------------------------- | -------------------------------------- | -------------------------------------- |
| Srbi                                   | Srbi                                   |                                        | 64                                     | 96,96%                                 |
| Slovenci                               | Slovenci                               |                                        | 1                                      | 1,51%                                  |
| Neznano                                | Neznano                                |                                        | 1                                      | 1,51%                                  |